# Di20
| Recensione       | Giudizio |
| ---------------- | -------- |
| All Music Italia |          |
| Rockol           | 6/10     |

di20 è il secondo album in studio della cantante italiana Francesca Michielin, pubblicato il 23 ottobre 2015 dalla Sony Music.

## Descrizione
L'album è stato anticipato il 6 marzo 2015 con l'uscita del primo singolo L'amore esiste, dopo i brani di successo Cigno nero e Magnifico in duetto con il rapper Fedez, oltre anche alla partecipazione come unica artista italiana tra star internazionali alla colonna sonora del film The Amazing Spider-Man 2 - Il potere di Electro con il brano Amazing, quest'ultimo inserito nell'album.
Il 21 ottobre 2015, prima dell'uscita ufficiale, la cantante ha presentato l'album a un concerto tenuto a Milano. Il titolo del disco di20 è un gioco di parole che la cantante ha scelto per raccontare la crescita dal debutto discografico con Riflessi di me e il percorso dai suoi 16 ai 20 anni. Il 13 dicembre 2015 ha pubblicato il video per la traccia conclusiva 25 febbraio.
Il 5 febbraio 2016 è stata annunciata la riedizione dell'album, intitolata di20are e uscita il 19 dello stesso mese. Le differenze rispetto all'edizione originale risiedono nella copertina e nella lista tracce, quest'ultima caratterizzata dalla presenza di altri quattro brani inediti, tra cui il singolo Nessun grado di separazione, presentato dalla cantante al Festival di Sanremo 2016 e classificatosi secondo alla manifestazione stessa. Il 3 giugno è stato invece pubblicato come quinto singolo complessivo il brano Un cuore in due.

## Tracce
1. diVento – 3:36 (testo: Francesca Michielin – musica: Francesca Michielin, Patrizio Simonini)
2. L'amore esiste – 3:32 (testo: Fortunato Zampaglione – musica: Fortunato Zampaglione, Michele Canova Iorfida)
3. Almeno tu – 3:24 (testo: Francesca Michielin – musica: Colin Munroe, April Bender)
4. Lontano – 3:06 (Fortunato Zampaglione)
5. Amazing – 3:31 (testo: Francesca Michielin, Negin Djafari – musica: Francesca Michielin, Fausto Cogliati)
6. Tutto questo vento – 3:47 (testo: Francesca Michielin, Giovanni Caccamo, Federica Abbate, Gianclaudia Franchini – musica: Federica Abbate, Gianclaudia Franchini)
7. Battito di ciglia – 3:38 (testo: Francesca Michielin, Fortunato Zampaglione – musica: Fortunato Zampaglione, Michele Canova Iorfida)
8. Un cuore in due – 3:32 (testo: Francesca Michielin, Ermal Meta – musica: Federica Abbate, Matteo Buzzanca)
9. Io e te – 3:28 (testo: Francesca Michielin, Massimiliano Pelan, Fabio De Martino – musica: Massimiliano Pelan, Fabio De Martino)
10. Sons and Daughters – 3:55 (Viktoria Hansen)
11. 25 febbraio – 3:47 (Francesca Michielin)

### di20are
1. Nessun grado di separazione – 3:39 (testo: Francesca Michielin, Cheope, Fabio Gargiulo – musica: Federica Abbate)
2. L'amore esiste – 3:32 (testo: Fortunato Zampaglione – musica: Fortunato Zampaglione, Michele Canova Iorfida)
3. Lontano – 3:06 (Fortunato Zampaglione)
4. Amazing – 3:27 (testo: Francesca Michielin, Negin Djafari – musica: Francesca Michielin, Fausto Cogliati)
5. È con te – 3:39 (testo: Cheope – musica: Federica Abbate)
6. Almeno tu – 3:24 (testo: Francesca Michielin – musica: Colin Munroe, April Bender)
7. Tutto questo vento – 3:47 (testo: Francesca Michielin, Giovanni Caccamo, Federica Abbate, Gianclaudia Franchini – musica: Federica Abbate, Gianclaudia Franchini)
8. Tutto è magnifico – 3:24 (testo: Roberto Casalino – musica: Roberto Casalino, Dario Faini)
9. Un cuore in due – 3:32 (testo: Francesca Michielin, Ermal Meta – musica: Federica Abbate, Matteo Buzzanca)
10. Battito di ciglia – 3:38 (testo: Francesca Michielin, Fortunato Zampaglione – musica: Fortunato Zampaglione, Michele Canova Iorfida)
11. 25 febbraio – 3:45 (Francesca Michielin)
12. Io e te – 3:28 (testo: Francesca Michielin, Massimiliano Pelan, Fabio De Martino – musica: Massimiliano Pelan, Fabio De Martino)
13. Sons and Daughters – 3:54 (Viktoria Hansen)
14. diVento – 3:35 (testo: Francesca Michielin – musica: Francesca Michielin, Patrizio Simonini)
15. Nice to Meet You (Acoustic Live Solo) – 4:18 (Francesca Michielin)

Durata totale: 54:08

## Formazione
Musicisti
- Francesca Michielin – voce, cori, pianoforte, sintetizzatore aggiuntivo
- Tim Pierce – chitarra acustica ed elettrica
- Patrizio "Pat" Simonini – chitarra, sintetizzatore, programmazione aggiuntiva
- Alex Alessandroni, Jr. – pianoforte, rhodes, clavinet, basso synth
- Christian "Noochie" Rigano – tastiera, sintetizzatore, programmazione
- Michele Canova Iorfida – sintetizzatore, sintetizzatore modulare, programmazione
- Fortunato Zampaglione – programmazione, tastiera aggiuntiva (tracce 2 e 7)
- Fausto Cogliati – programmazione, sintetizzatore (traccia 5)
- GnuQuartet – strumenti ad arco (traccia 5)
- Michael Landau – chitarra acustica ed elettrica (traccia 10)
- Jeff Babko – pianoforte, hammond (traccia 10)
- Sean Hurley – basso (traccia 10)
- Victor Indrizzo – batteria (traccia 10)

Produzione
- Francesca Michielin – produzione vocale
- Michele Canova Iorfida – registrazione, produzione, missaggio (Kaneepa Studio)
- Patrizio "Pat" Simonini – registrazione (Kaneepa Studios)
- Christian "Noochie" Rigano – registrazione (Kaneepa Studios)
- Alberto Gaffuri – registrazione, assistenza tecnica (Kaneepa Studios)
- Giuseppe Salvadori – registrazione (Officine Meccaniche Recording Studios)
- Antonio Baglio – mastering
- Fausto Cogliati – registrazione, missaggio, produzione (traccia 5; Isola Studios)
- Gabriele Gigli – assistenza tecnica, missaggio (traccia 5; Isola Studios)
- Geoff Neal – registrazione (traccia 10; Sunset Sound Studio 3)

## Successo commerciale
L'album ha debuttato alla 5ª posizione della Classifica FIMI Album nella settimana 43 del 2015, rimanendo in classifica per 16 settimane non consecutive. Il 19 febbraio 2016 è uscita la riedizione di20are, contenente quattro brani inediti, tra cui Nessun grado di separazione, presentato al Festival di Sanremo 2016, dove si è classificato al secondo posto. La riedizione ha riscosso un successo ancora maggiore, debuttando alla 3ª posizione della Classifica FIMI Album e restando in classifica per 36 settimane consecutive.
Nel complesso, il progetto ha totalizzato 52 settimane complessive nella classifica degli album più venduti in Italia. Nella ventesima settimana del 2016, ha ottenuto la certificazione di disco d’oro dalla FIMI per aver superato le 25.000 copie vendute.
Il successo dell’album è stato sostenuto dalla pubblicazione di sei singoli ufficiali:
- L'amore esiste: pubblicato il 6 marzo 2015, ha raggiunto la 10ª posizione della Top Singoli ed è stato certificato doppio disco di platino per oltre 100.000 copie vendute.

- Battito di ciglia: pubblicato il 10 luglio 2015, ha raggiunto la 64ª posizione della FIMI e ha ottenuto la certificazione di disco d’oro.

- Lontano: pubblicato il 25 settembre 2015, ha raggiunto la 99ª posizione della Classifica FIMI.

- Nessun grado di separazione: pubblicato in concomitanza con di20are, ha debuttato alla 1ª posizione della Top Singoli e ha ottenuto la certificazione di doppio disco di platino. Il brano è stato inoltre selezionato per rappresentare l’Italia all’Eurovision Song Contest 2016, classificandosi al 16º posto nella serata finale.

- Un cuore in due: pubblicato a giugno 2016, ha ottenuto la certificazione di disco d’oro.

- Almeno tu: pubblicato nel settembre 2016, con cui ha chiuso la promozione del progetto.

## Classifiche
di20
| Classifica (2015) | Posizione massima |
| ----------------- | ----------------- |
| Italia            | 5                 |

di20are
| Classifica (2016) | Posizione massima |
| ----------------- | ----------------- |
| Italia            | 3                 |
| Svizzera          | 30                |